# Filosofia dos Estados Unidos

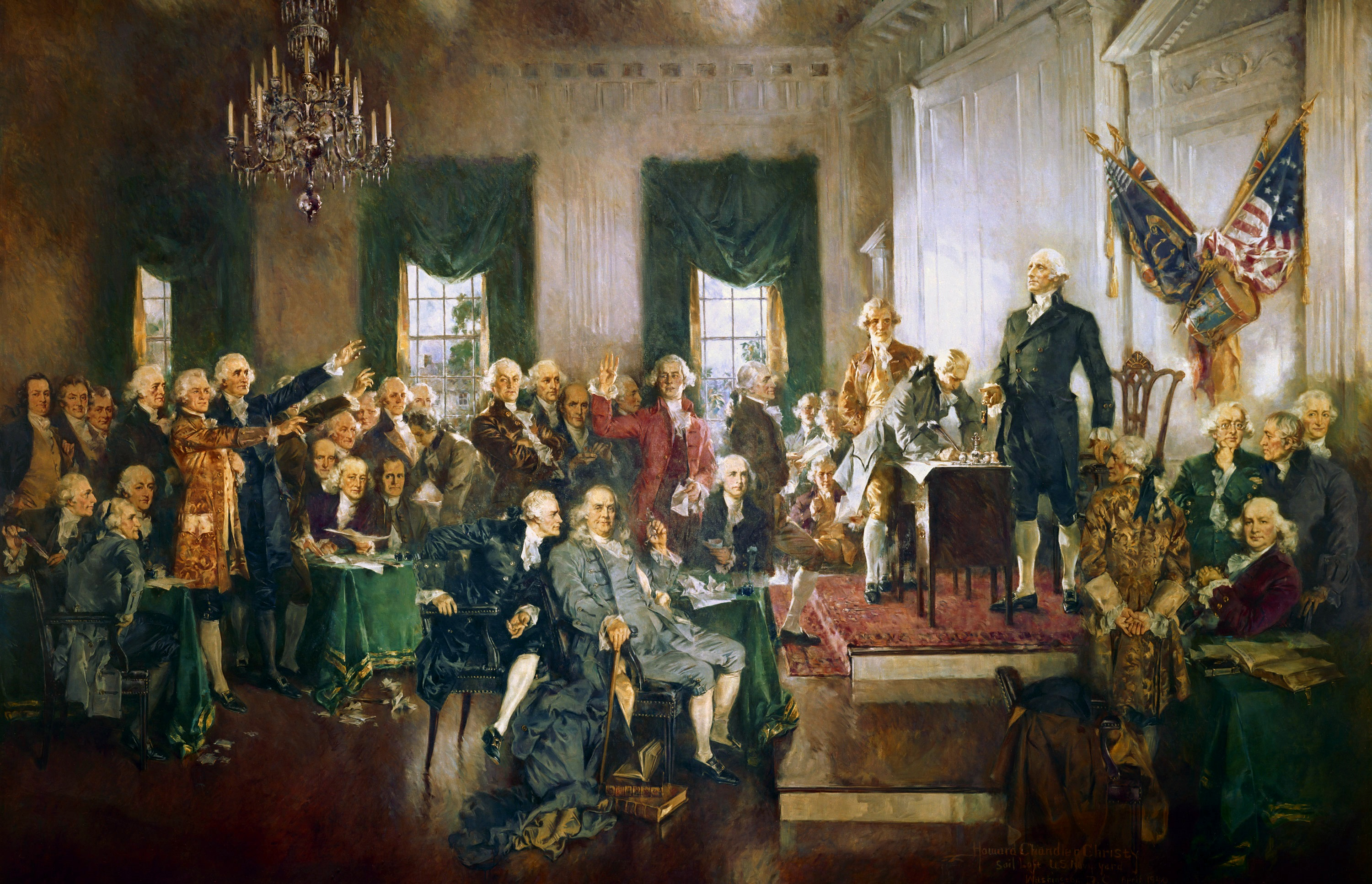
Pintura de Howard Chandler Christy da cena da Convenção de Filadélfia que levou à assinatura da Constituição dos Estados Unidos, um documento importante na filosofia política e jurídica americana.

A filosofia dos Estados Unidos ou filosofia americana é a atividade, corpus e tradição de filósofos afiliada aos Estados Unidos. Segundo a Internet Encyclopedia of Philosophy, a "filosofia dos Estados Unidos, embora não tenha um "núcleo de características definidoras, [...] pode, no entanto, ser considerada como reflexo e também como formadora da identidade estadunidense coletiva sobre a história da nação".

## Século XVII
A tradição filosófica americana começou na época da colonização europeia do Novo Mundo. A chegada dos puritanos à Nova Inglaterra estabeleceu a filosofia americana mais antiga na tradição religiosa (providencialismo puritano), e também houve ênfase na relação entre o indivíduo e a comunidade. Isso é evidente nos primeiros documentos coloniais, como as Ordens Fundamentais de Connecticut (1639) e o Corpo de Liberdades de Massachusetts (1641).
Pensadores como John Winthrop enfatizaram a vida pública em detrimento do privado. Afirmando que a primeira tem precedência sobre o último, enquanto outros escritores, como Roger Williams (co-fundador de Rhode Island), sustentaram que a tolerância religiosa era mais integral do que tentar alcançar a homogeneidade religiosa em uma comunidade.

## Século XVIII
A filosofia americana do século XVIII pode ser dividida em duas partes, sendo a primeira metade marcada pela teologia do calvinismo puritano reformado, influenciada pelo Grande Despertamento, bem como pela filosofia natural do Iluminismo, e a segunda pela filosofia moral nativa do Iluminismo Americano, ensinada em faculdades americanas. Elas foram usadas "nos tumultuosos anos das décadas de 1750 e 1770" para "forjar uma nova cultura intelectual aos Estados Unidos", o que levou à encarnação americana do Iluminismo Europeu, associada ao pensamento político dos Pais Fundadores.
O século XVIII viu a introdução de Francis Bacon e dos filósofos do Iluminismo Descartes, Newton, Locke, Wollaston e Berkeley na América Britânica Colonial. Dois americanos nativos, Samuel Johnson e Jonathan Edwards, foram primeiro influenciados por esses filósofos; eles então adaptaram e ampliaram suas ideias iluministas para desenvolver sua própria teologia e filosofia americanas. Ambos foram originalmente ministros puritanos congregacionalistas que adotaram grande parte do novo aprendizado do Iluminismo. Ambos eram idealistas educados em Yale e influenciados por Berkeley que se tornaram influentes presidentes de faculdade. Ambos foram influentes no desenvolvimento da filosofia política americana e nas obras dos Pais Fundadores. Mas Edwards baseou sua teologia puritana reformada na doutrina calvinista, enquanto Johnson se converteu à religião episcopal anglicana (a Igreja da Inglaterra) e depois baseou sua nova filosofia moral americana na Religião Natural de William Wollaston. No final do século, o realismo escocês do senso comum ou inato substituiu as escolas nativas desses dois rivais nos currículos de filosofia das faculdades americanas; permaneceria a filosofia dominante na academia americana até a Guerra Civil.

### Introdução do Iluminismo na América

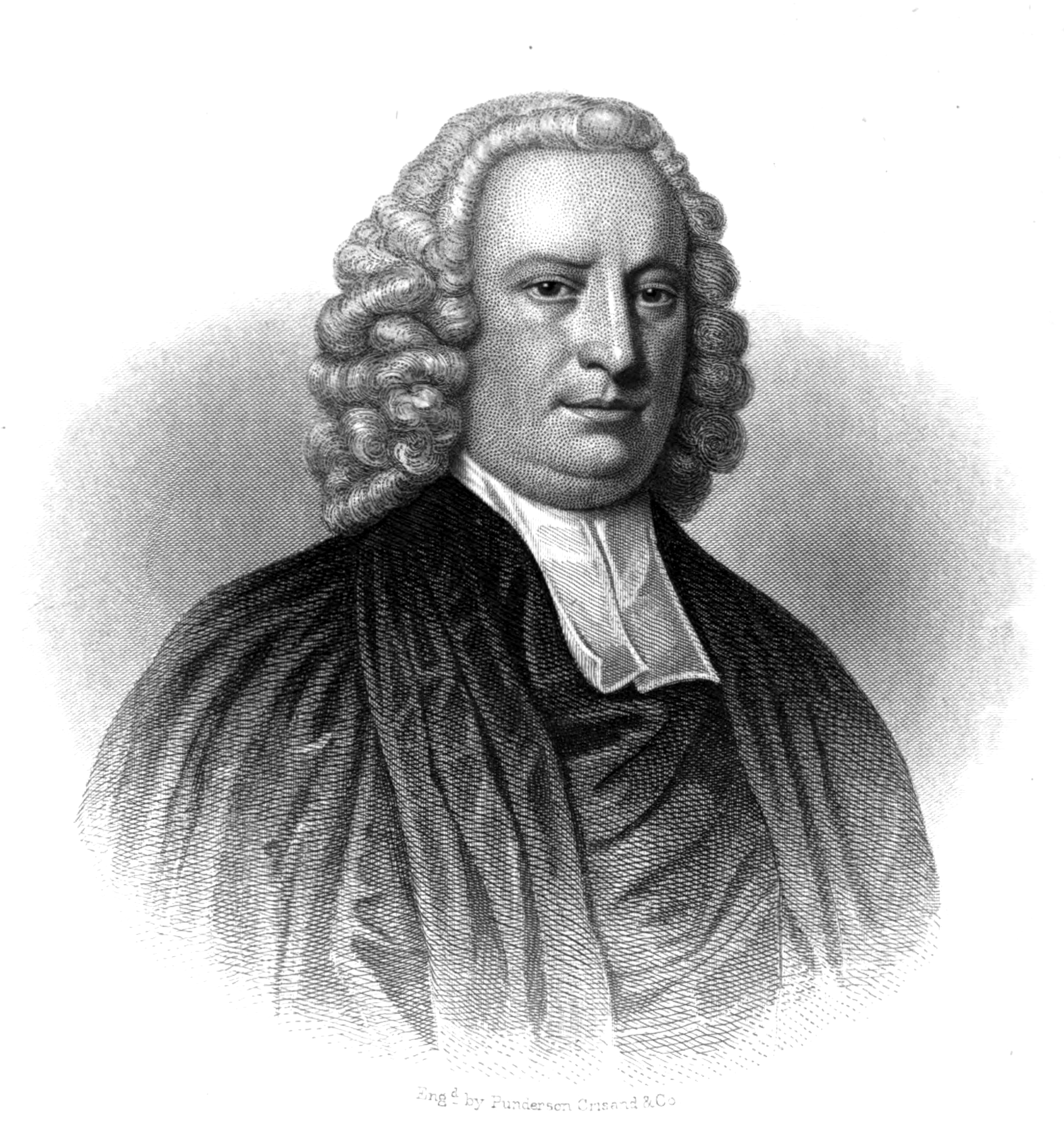
Samuel Johnson

Os primeiros cem anos de ensino superior nas colônias americanas foram dominados na Nova Inglaterra pela teologia puritana de William Ames e "pelos métodos lógicos do século dezesseis de Petrus Ramus". Então, em 1714, uma doação de 800 livros da Inglaterra, coletada pelo agente colonial Jeremiah Dummer, chegou a Yale. Eles continham o que ficou conhecido como "O Novo Aprendizado", incluindo "os trabalhos de Locke, Descartes, Newton, Boyle e Shakespeare", e outros autores da era do Iluminismo desconhecidos pelos tutores e graduados das faculdades puritanas de Yale e Harvard. Eles foram abertos e estudados pela primeira vez por um estudante de dezoito anos de Guilford, Connecticut, o jovem americano Samuel Johnson, que também acabara de encontrar e ler o livro Advancement of Learning (Avanço do Conhecimento) de Francis Bacon. Johnson escreveu em sua Autobiografia: "Tudo isso foi como uma inundação de dia para seu baixo estado de espírito" e que "ele se viu como alguém emergindo de uma vez do vislumbre do crepúsculo à plena luz do sol do dia aberto". Ele agora considerava o que havia aprendido em Yale "nada mais que as teias de aranha escolásticas de alguns pequenos sistemas ingleses e holandeses que dificilmente seriam hoje ocupados na rua".
Johnson foi nomeado tutor em Yale em 1716. Ele começou a ensinar o currículo do Iluminismo lá, e assim começou o Iluminismo Americano. Um de seus alunos por um breve período foi Jonathan Edwards, de quinze anos. "Esses dois brilhantes estudantes de Yale daqueles anos, cada um dos quais se tornaria um pensador notável e presidente de uma faculdade, expuseram a natureza fundamental do problema" das "incongruências entre o aprendizado antigo e o novo". Mas cada um tinha uma visão bastante diferente sobre as questões de predestinação versus livre arbítrio, pecado original versus busca da felicidade através da prática da virtude e educação dos filhos.

### Calvinismo reformado

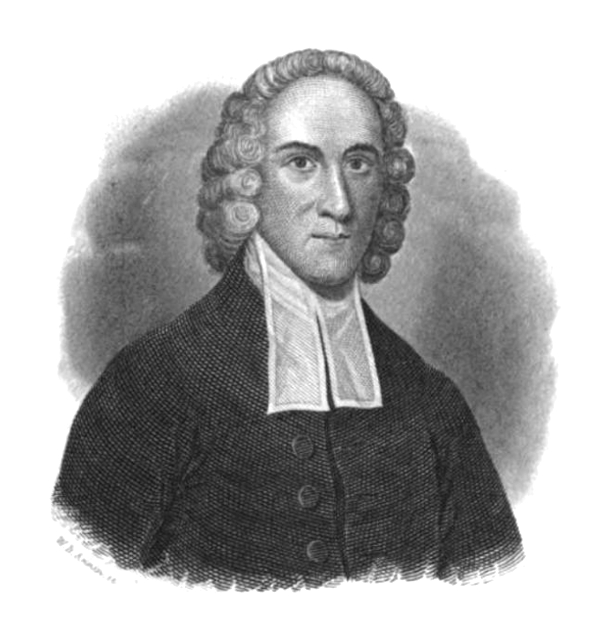
Jonathan Edwards

Jonathan Edwards é considerado o "teólogo filosófico mais importante e original da América". Notável por seus sermões enérgicos, como "Pecadores nas Mãos de um Deus Irado" (que se diz ter iniciado o Primeiro Grande Despertamento), Edwards enfatizou "a absoluta soberania de Deus e a beleza da santidade de Deus". Trabalhando para unir o platonismo cristão com uma epistemologia empirista, com a ajuda da física newtoniana, Edwards foi profundamente influenciado por George Berkeley, ele próprio um empirista, e Edwards derivou sua importância do imaterial para a criação da experiência humana a partir do bispo Berkeley.
A mente não material consiste em compreensão e vontade, e é compreensão, interpretada em uma estrutura newtoniana, que leva à categoria metafísica fundamental de Resistência de Edwards. Quaisquer que sejam as características que um objeto possa ter, ele possui essas propriedades porque o objeto resiste. A própria resistência é o exercício do poder de Deus, e pode ser vista nas leis do movimento de Newton, onde um objeto não está "disposto" a mudar seu estado atual de movimento; um objeto em repouso permanecerá em repouso e um objeto em movimento permanecerá em movimento.
Embora Edwards tenha reformado a teologia puritana usando as ideias iluministas da filosofia natural, e de Locke, Newton e Berkeley, ele permaneceu um calvinista e determinista rígido. Jonathan Edwards também rejeitou a liberdade da vontade, dizendo que "podemos fazer o que quisermos, mas não podemos querer como quisermos". Segundo Edwards, nem boas obras nem fé auto-originária levam à salvação, mas é a graça incondicional de Deus que permanece como o único árbitro da fortuna humana.

### Iluminismo
Enquanto a tradição filosófica americana do século XVII e início do XVIII foi decididamente marcada por temas religiosos e pela razão da Reforma de Ramus, o século XVIII viu mais dependência da ciência e do novo aprendizado da Era do Iluminismo, juntamente com uma crença idealista no perfectibilidade dos seres humanos através do ensino de ética e filosofia moral, economia laissez-faire e um novo foco em assuntos políticos.
Samuel Johnson foi chamado "O Fundador da Filosofia Americana" e o "primeiro filósofo importante na América colonial e autor do primeiro livro de filosofia lá publicado". Ele estava interessado não apenas em filosofia e teologia, mas em teorias da educação e em esquemas de classificação do conhecimento, os quais ele usou para escrever enciclopédias, desenvolver currículos universitários e criar sistemas de classificação de bibliotecas.
Johnson era um defensor da visão de que "a essência da religião verdadeira é a moralidade" e acreditava que "o problema do denominacionalismo" poderia ser resolvido ensinando uma filosofia moral comum não denominacional aceitável para todas as religiões. Então ele criou uma. A filosofia moral de Johnson foi influenciada por Descartes e Locke, mas mais diretamente pela Religião da Natureza Delineada de William Wollaston e pelo filósofo idealista George Berkeley, com quem Johnson estudou enquanto Berkeley estava em Rhode Island entre 1729 e 1731. Johnson rejeitou veementemente a doutrina da Predestinação de Calvino e acreditava que as pessoas eram agentes morais autônomos, dotados de livre arbítrio e direitos naturais lockeanos. Sua filosofia de fusão da religião natural e do idealismo, que foi chamada de "idealismo prático americano", foi desenvolvida como uma série de livros didáticos da faculdade em sete edições entre 1731 e 1754. Essas obras e seu diálogo Raphael, ou O gênio da América Inglesa, escritas na época da crise da Lei do Selo, vão além de suas influências de Wollaston e Berkeley; Raphael inclui seções sobre economia, psicologia, o ensino de crianças e filosofia política.
Sua filosofia moral é definida em seu livro didático da faculdade, Elementa Philosophica, como "a arte de perseguir nossa maior felicidade pela prática da virtude". Foi promovida pelo presidente da Yale Thomas Clap, Benjamin Franklin e pelo reitor William Smith, na The Academy and College of Philadelphia, e ensinou no King's College (atual Universidade Columbia), que Johnson fundou em 1754. Foi influente em sua época: estimou-se que cerca de metade dos estudantes universitários americanos entre 1743 e 1776 e mais da metade dos homens que contribuíram para a Declaração de Independência ou a debateram estavam conectados à filosofia moral do idealismo prático americano de Johnson. Três membros do Comitê de Cinco que editaram a Declaração de Independência estavam estreitamente ligados a Johnson: seu parceiro educacional, promotor, amigo e editor Benjamin Franklin da Pensilvânia, seu aluno do King's College Robert R. Livingston de Nova York e o protegido legal de seu filho William Samuel Johnson e  tesoureiro da Yale Roger Sherman, de Connecticut. O filho de Johnson, William Samuel Johnson, foi o Presidente do Comitê de Estilo que escreveu a Constituição dos EUA: edições em uma versão preliminar são de seu punho na Biblioteca do Congresso.

### Filosofia política dos fundadores

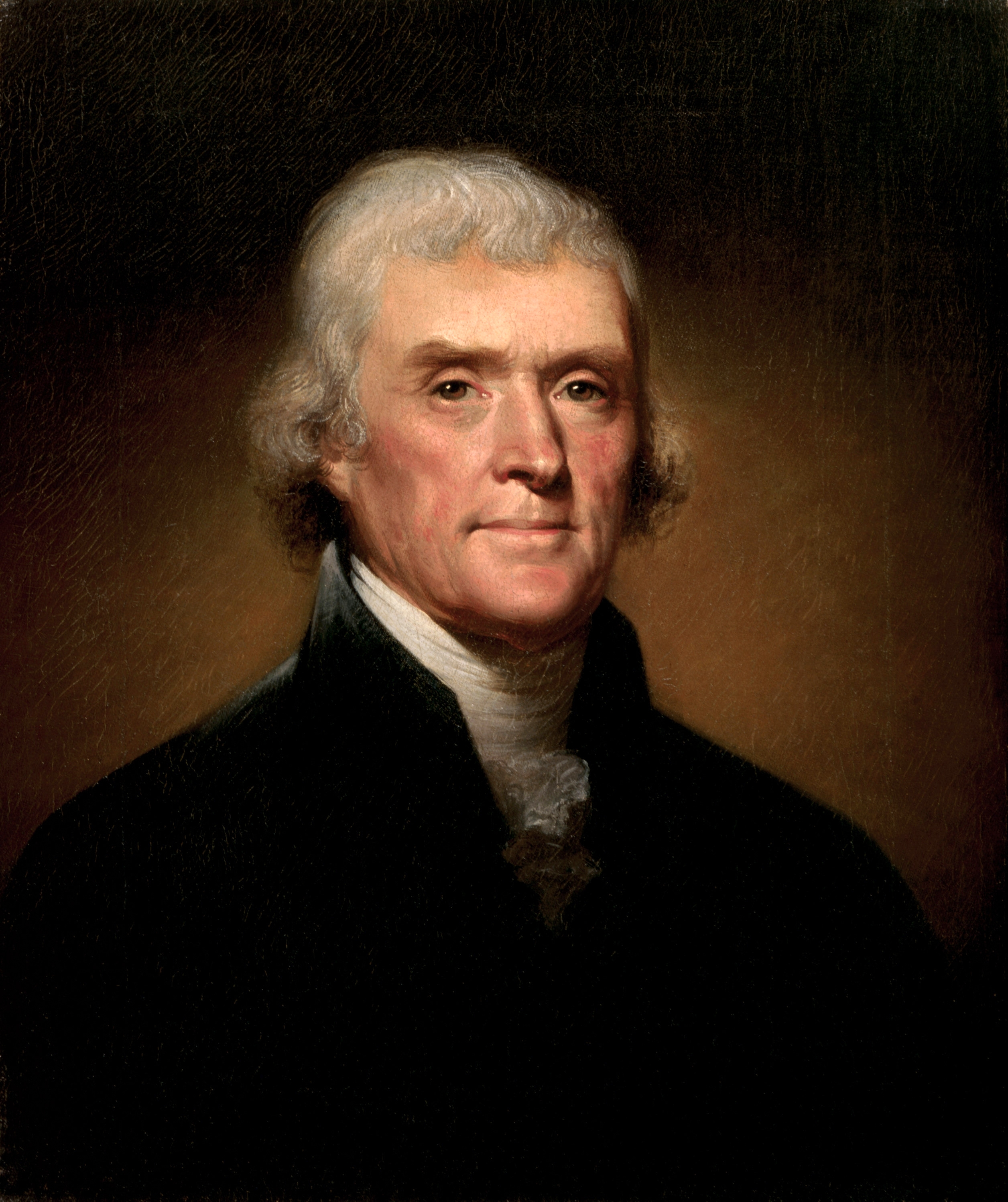
Retrato de Thomas Jefferson por Rembrandt Peale, 1800

Na época da Lei do Selo, o interesse aumentou na filosofia civil e política. Muitos dos Pais Fundadores escreveram extensivamente sobre questões políticas, incluindo John Adams, John Dickinson, Alexander Hamilton, John Jay, Thomas Jefferson, Benjamin Franklin e James Madison. Continuando com as principais preocupações dos puritanos no século XVII, os Pais Fundadores debateram a inter-relação entre Deus, o estado e o indivíduo. Resultantes disso foram a Declaração de Independência dos Estados Unidos, aprovada em 1776, e a Constituição dos Estados Unidos, ratificada em 1788.
A Constituição estabelece uma forma republicana federada de governo que é marcada por uma balança de poderes acompanhada de um sistema de freios e contrapesos entre os três poderes do governo: um poder judicial, um poder executivo liderado pelo Presidente e um poder legislativo composto por uma legislatura bicameral em que a Câmara dos Deputados é a câmara baixa e o Senado é a câmara alta.
Embora a Declaração de Independência contenha referências ao Criador, ao Deus da Natureza, à Providência Divina e ao Juiz Supremo do Mundo, os Pais Fundadores não eram exclusivamente teístas. Alguns professavam conceitos pessoais de deísmo, como era característico de outros pensadores do Iluminismo europeu, como Maximilien Robespierre, François-Marie Arouet (mais conhecido por seu pseudônimo, Voltaire) e Rousseau. No entanto, uma investigação de 106 colaboradores da Declaração de Independência entre 5 de setembro de 1774 e 4 de julho de 1776 descobriu que apenas dois homens (Franklin e Jefferson), ambos idealistas práticos americanos em sua filosofia moral, poderiam ser chamados quase-deístas ou cristãos não-denominacionais; todos os outros eram publicamente membros de igrejas cristãs denominacionais. Até Franklin professava a necessidade de uma "religião pública" e frequentava várias igrejas de tempos em tempos. Jefferson era sacristão da Igreja Evangélica Reformada Calvinista de Charlottesville, Virgínia, uma igreja que ele próprio fundou e nomeou em 1777, sugerindo que nessa época da vida ele estava fortemente afiliado a uma denominação e que a influência de Whitefield e Edwards chegou mesmo na Virgínia. Mas os fundadores que estudaram ou adotaram a filosofia moral não-denominacional de Johnson, Franklin e Smith foram pelo menos influenciados pelas tendências deístas da Religião Natural de Wollaston, como evidenciado por "Leis da Natureza, e Deus da Natureza" e "a busca da Felicidade" na Declaração.
Uma filosofia moral alternativa ao idealismo prático americano nacional, chamada de filosofia moral do senso inato escocês (por Jefferson), Filosofia Escocesa do Senso Comum ou realismo escocês do senso comum, foi introduzido nas faculdades americanas em 1768 por John Witherspoon, um imigrante e educador escocês que foi convidado para ser presidente do College of New Jersey (atualmente Universidade de Princeton). Ele era um ministro presbiteriano e um delegado que ingressou no Congresso Continental apenas alguns dias antes do debate da Declaração. Sua filosofia moral foi baseada no trabalho do filósofo escocês Francis Hutcheson, que também influenciou John Adams. Quando o Presidente Witherspoon chegou ao College of New Jersey em 1768, ele expandiu suas ofertas de filosofia natural, expulsou os aderentes de Berkeley da faculdade, incluindo Jonathan Edwards, Jr., e ensinou sua própria forma de filosofia moral escocesa, influenciada por Hutcheson. Alguns comentaristas revisionistas, incluindo de Garry Wills Inventing America: Jefferson's Declaration of Independence, alegaram na década de 1970 que essa filosofia escocesa importada foi a base para os documentos fundadores da América. No entanto, outros historiadores questionaram essa afirmação. Ronald Hamowy publicou uma crítica de Inventing America, concluindo que "no momento em que as declarações de [Wills] são submetidas a escrutínio, elas parecem uma massa de confusões, suposições não educadas e flagrantes erros de fato". Outra investigação de todos os colaboradores da Declaração de Independência dos Estados Unidos sugere que apenas Jonathan Witherspoon e John Adams adotaram a moralidade escocesa importada. Enquanto o realismo escocês do senso inato se tornaria, nas décadas seguintes à Revolução, a filosofia moral dominante nas salas de aula da academia americana por quase 100 anos, não havia uma forte influência na época em que a Declaração foi criada. O idealismo prático americano de Johnson e o calvinismo puritano reformado de Edwards foram influências muito mais fortes nos homens do Congresso Continental e na Declaração.
Thomas Paine, o intelectual inglês, panfletário e revolucionário que escreveu Common Sense e o Rights of Man, foi um influente promotor das ideias políticas do Iluminismo na América, embora não fosse um filósofo. O Senso Comum, que foi descrito como "o panfleto mais incendiário e popular de toda a era revolucionária", justifica a revolução americana e a independência da coroa britânica. Embora popular em 1776, a historiadora Pauline Maier adverte que "a influência de Paine foi mais modesta do que ele alegou e do que seus admiradores mais entusiasmados assumem".
Em resumo, "em meados do século XVIII", foram "os colegiados que estudaram" as ideias do novo aprendizado e filosofia moral ensinadas nas faculdades coloniais que "criaram novos documentos da nação americana". Foi a geração de "Avós Fundadores", homens como os presidentes de faculdade Samuel Johnson, Jonathan Edwards e Thomas Clap, Benjamin Franklin e o reitor William Smith, que "primeiro criaram a filosofia moral idealística da 'busca da felicidade' e depois ensinaram nas faculdades americanas à geração de homens que se tornariam os Pais Fundadores".

## Século XIX
O século XIX viu o surgimento do romantismo na América. A encarnação americana do romantismo foi o transcendentalismo e se destaca como uma grande inovação americana. O século XIX também viu o surgimento da escola do pragmatismo, juntamente com um movimento filosófico hegeliano menor, liderado por George Holmes Howison, que foi focado em St. Louis, embora a influência do pragmatismo americano tenha ultrapassado em muito a do pequeno movimento hegeliano.
Outras reações ao materialismo incluíram o "idealismo objetivo" de Josiah Royce e o "personalismo", às vezes chamado de "personalismo de Boston", de Borden Parker Bowne.

### Transcendentalismo

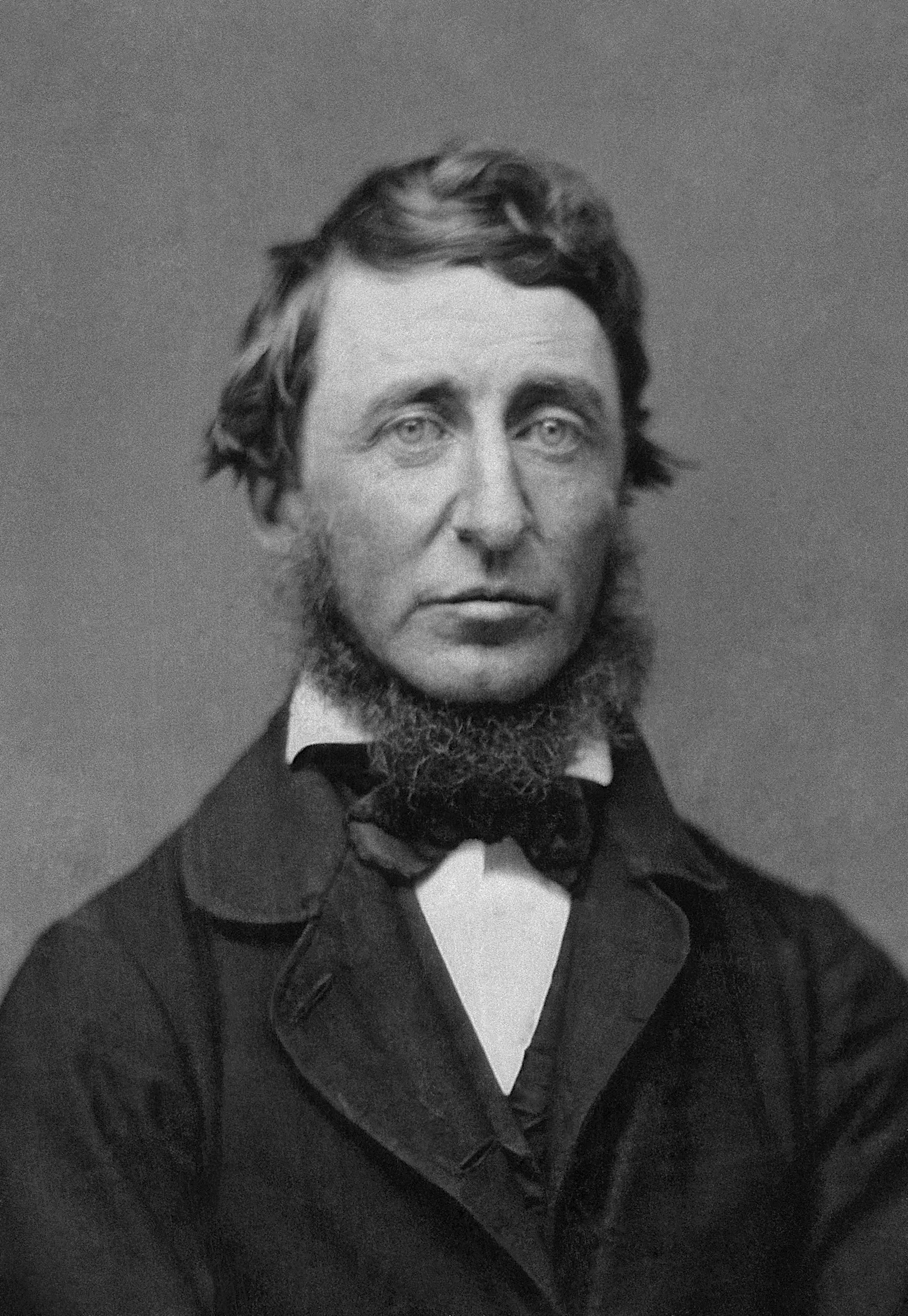
Henry David Thoreau, 1856

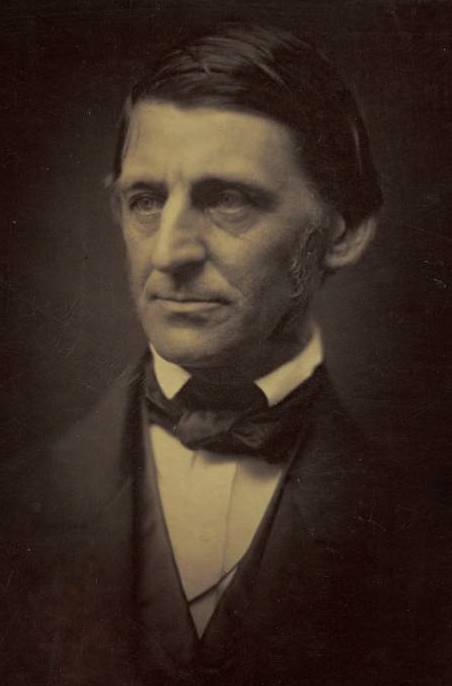
Ralph Waldo Emerson, c. 1857

O transcendentalismo nos Estados Unidos foi marcado por uma ênfase na experiência subjetiva e pode ser visto como uma reação contra o modernismo e o intelectualismo em geral e a visão de mundo mecanicista e reducionista em particular. O transcendentalismo é marcado pela crença holística em um estado espiritual ideal que "transcende" o físico e o empírico, e esse estado perfeito só pode ser alcançado pela própria intuição e reflexão pessoal, em oposição ao progresso industrial e ao progresso científico ou aos princípios e prescrições da religião tradicional organizada. Os escritores transcendentalistas mais notáveis incluem Ralph Waldo Emerson, Henry David Thoreau e Margaret Fuller.
Todos os escritores transcendentalistas desejavam um profundo retorno à natureza, e acreditavam que o conhecimento real e verdadeiro é intuitivo e pessoal e surge da imersão e reflexão pessoais na natureza, em oposição ao conhecimento científico que é o resultado da experiência sensorial empírica.
Coisas como ferramentas científicas, instituições políticas e as regras convencionais de moralidade ditadas pela religião tradicional precisam ser transcendidas. Isso é encontrado em Walden, de Henry David Thoreau, onde a transcendência é alcançada através da imersão na natureza e do distanciamento de si da sociedade.

### Darwinismo na América
O lançamento da teoria evolucionária de Charles Darwin em sua publicação de 1859, Sobre a Origem das Espécies, teve um forte impacto na filosofia americana. John Fiske e Chauncey Wright escreveram e defenderam a redefinição da filosofia através de uma lente evolucionária. Ambos queriam entender a moralidade e a mente em termos darwinianos, estabelecendo um precedente para a psicologia evolucionista e a ética evolucionista.
A teoria biológica de Darwin também foi integrada nas filosofias sociais e políticas do pensador inglês Herbert Spencer e do filósofo americano William Graham Sumner. Herbert Spencer, que cunhou o termo muitas vezes mal atribuído "sobrevivência do mais apto", acreditava que as sociedades estavam lutando pela sobrevivência e que os grupos da sociedade estão onde estão por causa de algum nível de condicionamento físico. Essa luta é benéfica para a espécie humana, pois, a longo prazo, os fracos serão eliminados e somente os fortes sobreviverão. Essa posição é frequentemente chamada de darwinismo social, embora seja distinta dos movimentos de eugenia com os quais o darwinismo social é frequentemente associado. As crenças do laissez-faire de Sumner e Spencer não defendem a procriação coercitiva para alcançar um resultado planejado.
Sumner, muito influenciado por Spencer, acreditava, junto com o industrialista Andrew Carnegie, que a implicação social do fato da luta pela sobrevivência é que o capitalismo laissez-faire é o sistema político-econômico natural e é o que levará à maior quantidade possível de bem-estar. William Sumner, além de defender o livre mercado, também defendia o anti-imperialismo (tendo sido creditado com a cunhagem do termo "etnocentrismo"), e defendia o padrão-ouro.

### Pragmatismo
Talvez a escola de pensamento mais influente que é exclusivamente americana seja o pragmatismo. Começou no final do século XIX nos Estados Unidos com Charles Sanders Peirce, William James e John Dewey. O pragmatismo começa com a ideia de que a crença é aquilo sobre a qual alguém está disposto a agir. Ele sustenta que o significado de uma proposição é a forma consequente de conduta ou prática que seria implícita ao aceitar a proposição como verdadeira.

#### Charles Sanders Peirce

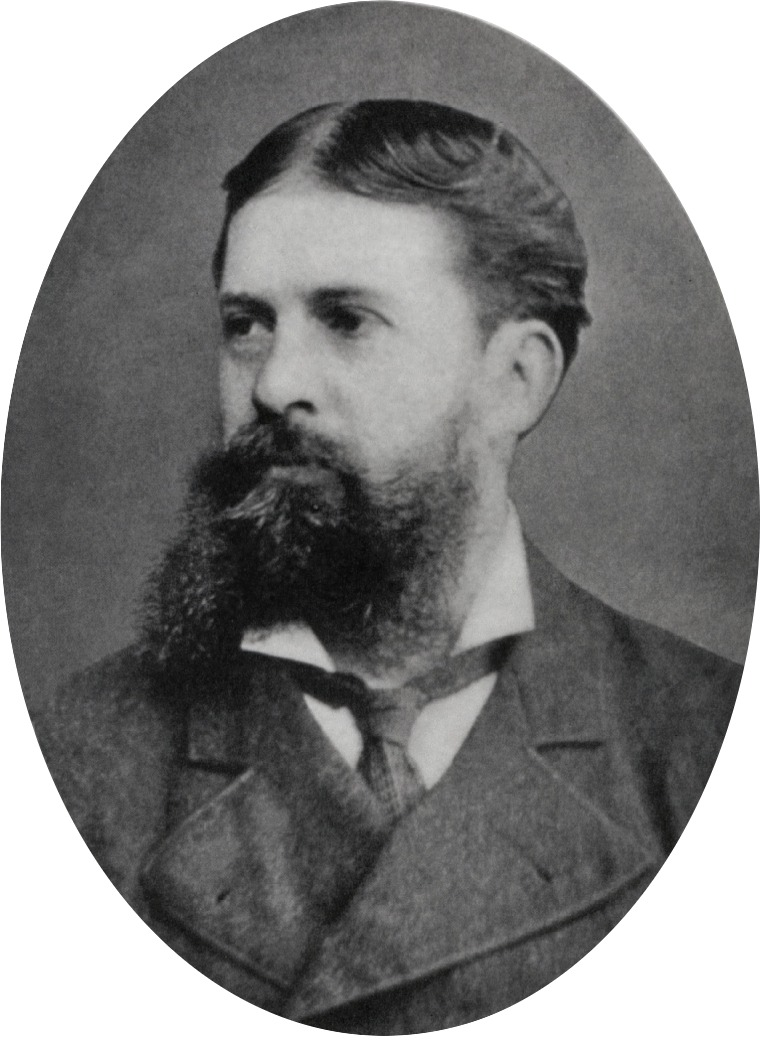
Charles Sanders Peirce, pragmatista, lógico, matemático, filósofo e cientista americano

Polímata, lógico, matemático, filósofo e cientista, Charles Sanders Peirce (1839-1914) cunhou o termo "pragmatismo" na década de 1870. Ele era um membro do Clube Metafísico, que era um clube de conversação de intelectuais que também incluiu Chauncey Wright, o futuro juiz da Supremo Corte Oliver Wendell Holmes, Jr., e outra figura início do pragmatismo, William James. Além de fazer profundas contribuições à semiótica, lógica e matemática, Peirce escreveu o que são considerados os documentos fundadores do pragmatismo, "The Fixation of Belief" (1877) e "How to Make Our Ideas Clear" (1878).
Em "A Fixação da Crença", Peirce defende a superioridade do método científico na determinação da crença em questões teóricas. Em "Como tornar as nossas ideias claras", Peirce defendeu o pragmatismo como resumido naquilo que mais tarde chamou de máxima pragmática: "Considere quais efeitos, os quais podem ter orientações práticas, que imaginamos o objeto de nossa concepção como tendo. Então, nossa concepção desses efeitos é a totalidade de nossa concepção do objeto". Peirce enfatizou que uma concepção é geral, de modo que seu significado não é um conjunto de efeitos reais e definidos. Em vez disso, a concepção de um objeto é equiparada a uma concepção dos efeitos desse objeto em uma extensão geral de suas implicações concebíveis para a prática informada. Essas implicações práticas concebíveis são o significado da concepção.
A máxima visa ajudar a esclarecer de forma frutífera confusões causadas, por exemplo, por distinções que fazem diferenças formais, mas não práticas. Tradicionalmente, analisa-se uma ideia em partes (seu exemplo: uma definição de verdade como a correspondência de um signo com seu objeto). Para esse passo necessário, mas confinado, a máxima acrescenta um passo adicional e orientado para a prática (seu exemplo: uma definição de verdade como fim destinado à investigação suficiente).
É o cerne do seu pragmatismo como um método de reflexão mental experimental chegar a concepções em termos de circunstâncias concebíveis confirmatórias ou que desconfirmam - um método hospitaleiro para a formação de hipóteses explicativas e propício ao uso e aprimoramento da verificação. Típico de Peirce é sua preocupação com a inferência a hipóteses explicativas como fora da alternativa fundamental usual entre o racionalismo dedutivista e o empirismo indutivista, embora ele próprio fosse matemático de lógica e um fundador da estatística.
A filosofia de Peirce inclui um sistema generalizado de três categorias, ambos falibilismo e crença anticética de que a verdade é detectável e imutável, lógica como semiótica formal (incluindo elementos semióticos e classes de sinais, modos de inferência e métodos de investigação, juntamente com pragmatismo e comum-sensismo crítico), realismo escolástico, teísmo, idealismo objetivo e crença na realidade da continuidade do espaço, tempo e lei e na realidade do acaso absoluto, necessidade mecânica e amor criativo como princípios operantes no cosmos e modos de sua evolução.

#### William James

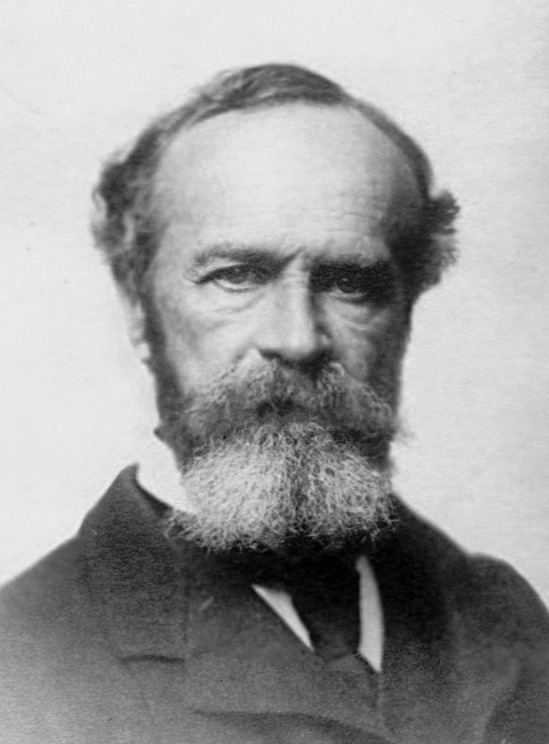
William James, pragmatista e psicólogo americano

William James (1842–1910) foi "um pensador original nas disciplinas da fisiologia, psicologia e filosofia". Ele é famoso como autor de As Variedades de Experiência Religiosa, seu monumental tomo Os Princípios de Psicologia e sua palestra "A Vontade de Acreditar".
James, juntamente com Peirce, via o pragmatismo como personificação de atitudes familiares elaboradas em um novo método filosófico radical de esclarecer ideias e, assim, resolver dilemas. Em seu Pragmatism: A New Name for Some Old Ways of Thinking de 1910, James parafraseou a máxima pragmática de Peirce da seguinte maneira:
| “ | O fato tangível na raiz de todas as nossas distinções de pensamento, por mais sutis, é que não há nenhuma delas tão boa que consista em qualquer coisa menos uma possível diferença de prática. Para alcançar perfeita clareza em nossos pensamentos sobre um objeto, precisamos considerar apenas quais efeitos concebíveis de um tipo prático o objeto pode envolver - que sensações devemos esperar dele e que reações devemos preparar. | ” |

Ele então passou a caracterizar o pragmatismo como promovendo não apenas um método de esclarecer ideias, mas também endossando uma teoria específica da verdade. Peirce rejeitou esse último movimento de James, preferindo descrever a máxima pragmática apenas como uma máxima de lógica e pragmatismo como uma postura metodológica, negando explicitamente que se tratava de uma doutrina ou teoria substantiva sobre qualquer coisa, verdade ou não.
James também é conhecido por seu empirismo radical, que sustenta que as relações entre objetos são tão reais quanto os próprios objetos. James também era um pluralista, pois acreditava que, na verdade, pode haver vários relatos corretos da verdade. Ele rejeitou a teoria da correspondência da verdade e, em vez disso, sustentou que a verdade envolve uma crença, fatos sobre o mundo, outras crenças de fundo e consequências futuras dessas crenças. Mais tarde em sua vida, James também adotaria o monismo neutro, a visão de que a realidade última é de um tipo e não é nem mental nem física.

#### John Dewey
John Dewey (1859-1952), enquanto ainda participava do elevado trabalho filosófico acadêmico de James e de Peirce antes dele, também escreveu extensivamente sobre questões políticas e sociais, e sua presença na esfera pública era muito maior do que seus antecessores pragmatistas. Além de ser um dos membros fundadores do pragmatismo, John Dewey foi um dos fundadores da psicologia funcional e foi uma das principais figuras do movimento progressista na educação nos EUA durante a primeira metade do século XX.
Dewey argumentou contra o individualismo do liberalismo clássico, afirmando que as instituições sociais não são "meios para obter algo para os indivíduos. Elas são meios para criar indivíduos." Ele sustentou que os indivíduos não são coisas que deveriam ser acomodadas pelas instituições sociais; em vez disso, as instituições sociais são anteriores e moldam os indivíduos. Esses arranjos sociais são um meio de criar indivíduos e promover a liberdade individual.
Dewey é conhecido por seu trabalho na filosofia aplicada da filosofia da educação. A filosofia da educação de Dewey é aquela em que as crianças aprendem fazendo. Dewey acreditava que a escolaridade era desnecessariamente longa e formal e que as crianças seriam mais ajustadas a aprender participando de atividades da vida real. Por exemplo, em matemática, os alunos poderiam aprender calculando proporções na culinária ou vendo quanto tempo levaria para percorrer distâncias com certos modos de transporte.

## Século XX

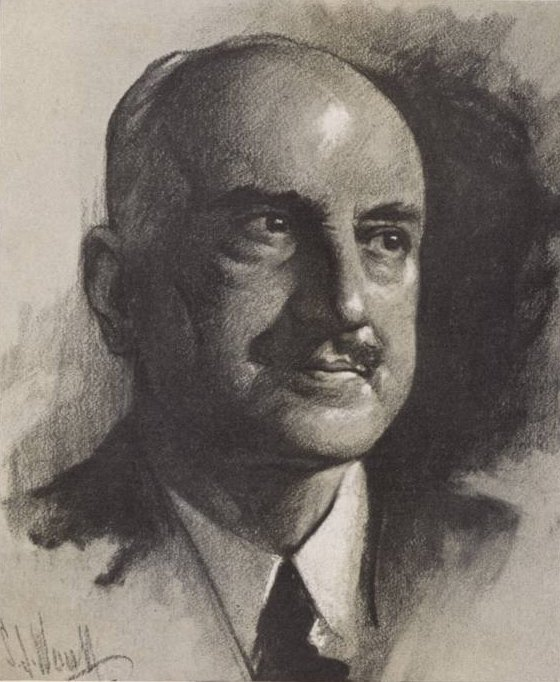
George Santayana, um filósofo hispano-americano

O pragmatismo, que começou no século XIX na América, no início do século XX, começou a ser acompanhado por outras escolas filosóficas de pensamento e acabou sendo eclipsado por eles, embora apenas temporariamente. O século XX viu o surgimento da filosofia do processo, em si influenciada pela visão de mundo científica e pela teoria da relatividade de Einstein. A metade do século XX foi testemunha do aumento da popularidade da filosofia da linguagem e da filosofia analítica na América. O existencialismo e a fenomenologia, embora muito populares na Europa no século XX, nunca alcançaram o nível de popularidade na América como na Europa continental.

### Rejeição do idealismo
O pragmatismo continuou sua influência no século XX, e o filósofo espanhol George Santayana foi um dos principais defensores do pragmatismo e do realismo nesse período. Ele sustentava que o idealismo era uma total contradição e rejeição ao senso comum. Ele sustentou que, se algo precisa ser certo para ser conhecimento, então parece que nenhum conhecimento pode ser possível, e o resultado será ceticismo. Segundo Santayana, o conhecimento envolvia uma espécie de fé, que ele denominava "fé animal".
Em seu livro Skepticism and Animal Faith, ele afirma que o conhecimento não é o resultado do raciocínio. Em vez disso,  conhecimento é aquilo exigido para agir e se envolver com sucesso com o mundo. Como naturalista, Santayana foi um crítico severo ao fundacionalismo epistemológico. A explicação dos eventos no mundo natural está dentro do domínio da ciência, enquanto o significado e o valor dessa ação devem ser estudados pelos filósofos. Santayana foi acompanhado no clima intelectual da filosofia do "senso comum" pelos pensadores do movimento do Novo Realismo, como Ralph Barton Perry.
Santayana estava em um ponto alinhado com os proponentes americanos do realismo crítico do início do século XX, como Roy Wood Sellars, que também eram críticos do idealismo, mas Sellars mais tarde concluiu que Santayana e Charles Augustus Strong estavam mais próximos de um novo realismo em suas ênfases na percepção verídica, enquanto Sellars, Arthur O. Lovejoy e James Bissett Pratt eram mais adequadamente contados entre os realistas críticos que enfatizaram "a distinção entre intuição e caracterização denotativa".

### Filosofia do processo
A filosofia do processo abraça a visão de mundo einsteiniana e seus principais defensores incluem Alfred North Whitehead e Charles Hartshorne. A crença central da filosofia do processo é a afirmação de que eventos e processos são as principais categorias ontológicas. Whitehead afirmou em seu livro The Concept of Nature que as coisas na natureza, o que ele chamou de "concresências", são uma conjunção de eventos que mantêm uma permanência de caráter. A filosofia do processo é heraclitana no sentido de que uma categoria ontológica fundamental é a mudança. Charles Hartshorne também foi responsável pelo desenvolvimento da filosofia de processo de Whitehead na teologia do processo.

### Filosofia analítica
A metade do século XX foi o início do domínio da filosofia analítica na América. A filosofia analítica, antes de sua chegada à América, havia começado na Europa com o trabalho de Gottlob Frege, Bertrand Russell e Ludwig Wittgenstein, e os positivistas lógicos. De acordo com o positivismo lógico, as verdades da lógica e da matemática são tautologias, e as da ciência são empiricamente verificáveis. Qualquer outra reivindicação, incluindo as reivindicações de ética, estética, teologia, metafísica e ontologia, são sem sentido (essa teoria é chamada de verificacionismo). Com a ascensão de Adolf Hitler e do Partido Nazista, muitos positivistas fugiram da Alemanha para a Grã-Bretanha e a América, e isso ajudou a reforçar o domínio da filosofia analítica nos Estados Unidos nos anos subsequentes.
W. V. O. Quine, embora não seja um positivista lógico, compartilhou sua visão de que a filosofia deve estar lado a lado com a ciência em sua busca pela clareza intelectual e compreensão do mundo. Ele criticou os positivistas lógicos e a distinção analítica/sintética do conhecimento em seu ensaio "Dois Dogmas do Empirismo" e defendeu sua "teia de crença", que é uma teoria coerente da justificação. Na epistemologia de Quine, uma vez que nenhuma experiência ocorre isoladamente, existe na verdade uma abordagem holística do conhecimento, onde toda crença ou experiência está entrelaçada com o todo. Quine também é famoso por inventar o termo "gavagai" como parte de sua teoria da indeterminação da tradução.

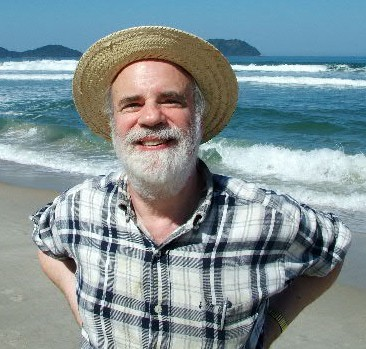
Saul Kripke na praia de Juqueí

Saul Kripke, um estudante de Quine em Harvard, influenciou profundamente a filosofia analítica. Kripke foi classificado entre os dez principais filósofos mais importantes dos últimos 200 anos em uma pesquisa realizada por Brian Leiter (Leiter Reports: um Blog de filosofia; apuração de acesso aberto) Kripke é mais conhecido por quatro contribuições à filosofia: (1) Semânticas de Kripke para lógica modal e relacionadas, publicada em vários ensaios, começando quando ele estava ainda em sua adolescência. (2) Suas palestras em Princeton, em 1970, O Nomear e a Necessidade (publicadas em 1972 e 1980), que reestruturaram significativamente a filosofia da linguagem e, como alguns dizem, "tornaram a metafísica novamente respeitável". (3) Sua interpretação da filosofia de Wittgenstein (4) Sua teoria da verdade. Ele também fez importantes contribuições para a teoria dos conjuntos (ordinal admissível e teoria dos conjuntos de Kripke-Platek).
David Kellogg Lewis, outro estudante de Quine em Harvard, foi classificado como um dos maiores filósofos do século XX em uma pesquisa realizada por Brian Leiter. Ele é bem conhecido por sua controversa defesa do realismo modal, a posição que sustenta que existe um número infinito de mundos possíveis concretos e causalmente isolados, dos quais o nosso é um. Esses mundos possíveis surgem no campo da lógica modal.
Thomas Kuhn foi um importante filósofo e escritor que trabalhou extensivamente nos campos da história da ciência e da filosofia da ciência. Ele é famoso por escrever A Estrutura das Revoluções Científicas, um dos trabalhos acadêmicos mais citados de todos os tempos. O livro argumenta que a ciência prossegue através de diferentes paradigmas à medida que os cientistas encontram novos enigmas para resolver. Segue-se uma luta generalizada para encontrar respostas às perguntas, e ocorre uma mudança nas visões de mundo, que Kuhn chama de mudança de paradigma. O trabalho é considerado um marco na sociologia do conhecimento.

### Retorno da filosofia política
Os filósofos analíticos se preocuparam com o abstrato e o conceitual, e a filosofia americana não retornou completamente às preocupações sociais e políticas (que dominavam a filosofia americana na época da fundação dos Estados Unidos) até a década de 1970.
O retorno às preocupações políticas e sociais incluiu a popularidade dos trabalhos de Ayn Rand, que promoveu o egoísmo ético (a práxis do sistema de crenças que ela chamou de objetivismo) em seus romances, The Fountainhead em 1943 e Atlas Shrugged em 1957. Esses dois romances deram origem ao movimento objetivista e influenciaram um pequeno grupo de estudantes chamado The Collective, um dos quais era um jovem Alan Greenspan, um libertário autodeclarado que se tornaria presidente da Federal Reserve. O objetivismo sustenta que existe uma realidade externa objetiva que pode ser conhecida com razão, que os seres humanos devem agir de acordo com seus próprios interesses racionais e que a forma adequada de organização econômica é o capitalismo de laissez-faire. Alguns filósofos acadêmicos têm criticado muito a qualidade e o rigor intelectual do trabalho de Rand mas ela permanece uma figura popular, embora controversa, dentro do movimento libertário americano.
Em 1971, John Rawls publicou seu livro A Theory of Justice. O livro apresenta a visão de justiça como equidade de Rawls, que se baseia em uma forma de teoria de contratos sociais. Rawls emprega o uso de um mecanismo conceitual chamado véu da ignorância para delinear sua ideia da posição original.
Na filosofia de Rawls, a posição original é a correlação com o estado de natureza hobbesiano. Enquanto na posição original, diz-se que as pessoas estão por trás do véu da ignorância, o que as torna inconscientes de suas características individuais e de seu lugar na sociedade, como raça, religião, riqueza etc. Os princípios de justiça são escolhidos por pessoas racionais enquanto estão nessa posição original. Os dois princípios da justiça são o princípio da liberdade igual e o princípio que governa a distribuição das desigualdades sociais e econômicas. A partir disso, Rawls defende um sistema de justiça distributiva de acordo com o Princípio da Diferença, que diz que todas as desigualdades sociais e econômicas devem ser para o maior benefício dos menos favorecidos.
Vendo Rawls promovendo excessivo controle governamental e violações de direitos, o libertário Robert Nozick publicou Anarchy, State e Utopia em 1974. O livro defende um estado mínimo e defende a liberdade do indivíduo. Ele argumenta que o papel do governo deve ser limitado à "proteção policial, defesa nacional e administração dos tribunais, com todas as outras tarefas comumente executadas pelos governos modernos - educação, seguro social, bem-estar etc. - assumidas por organismos religiosos, instituições de caridade e outras instituições privadas que operam em um mercado livre".
Nozick afirma sua visão da teoria da titularidade da justiça, que diz que se todos na sociedade adquiriram suas posses de acordo com os princípios de aquisição, transferência e retificação, qualquer padrão de alocação, por mais desigual que seja a distribuição, é justa. A teoria da titularidade da justiça sustenta que a "justiça de uma distribuição é realmente determinada por certas circunstâncias históricas (contrariamente às teorias do estado final), mas não tem nada a ver com ajustar qualquer padrão garantindo que aqueles que trabalharam mais ou são mais merecedores tem o maior número de ações".
Alasdair MacIntyre, embora nascido e educado no Reino Unido, passou cerca de quarenta anos vivendo e trabalhando nos Estados Unidos. Ele é responsável pelo ressurgimento do interesse pela ética das virtudes, uma teoria moral proposta pela primeira vez pelo filósofo grego antigo Aristóteles. Ele é considerado o filósofo político tomista preeminente. Ele sustenta que "a filosofia moderna e a vida moderna são caracterizadas pela ausência de qualquer código moral coerente, e que a grande maioria dos indivíduos que vive neste mundo carece de um sentido significativo de propósito em suas vidas e também de uma comunidade genuína". Ele recomenda o retorno às comunidades políticas genuínas, onde os indivíduos podem adquirir adequadamente suas virtudes.
Fora da filosofia acadêmica, as preocupações políticas e sociais ocuparam o centro do palco com o Movimento dos Direitos Civis e os escritos de Martin Luther King Jr.

### Feminismo

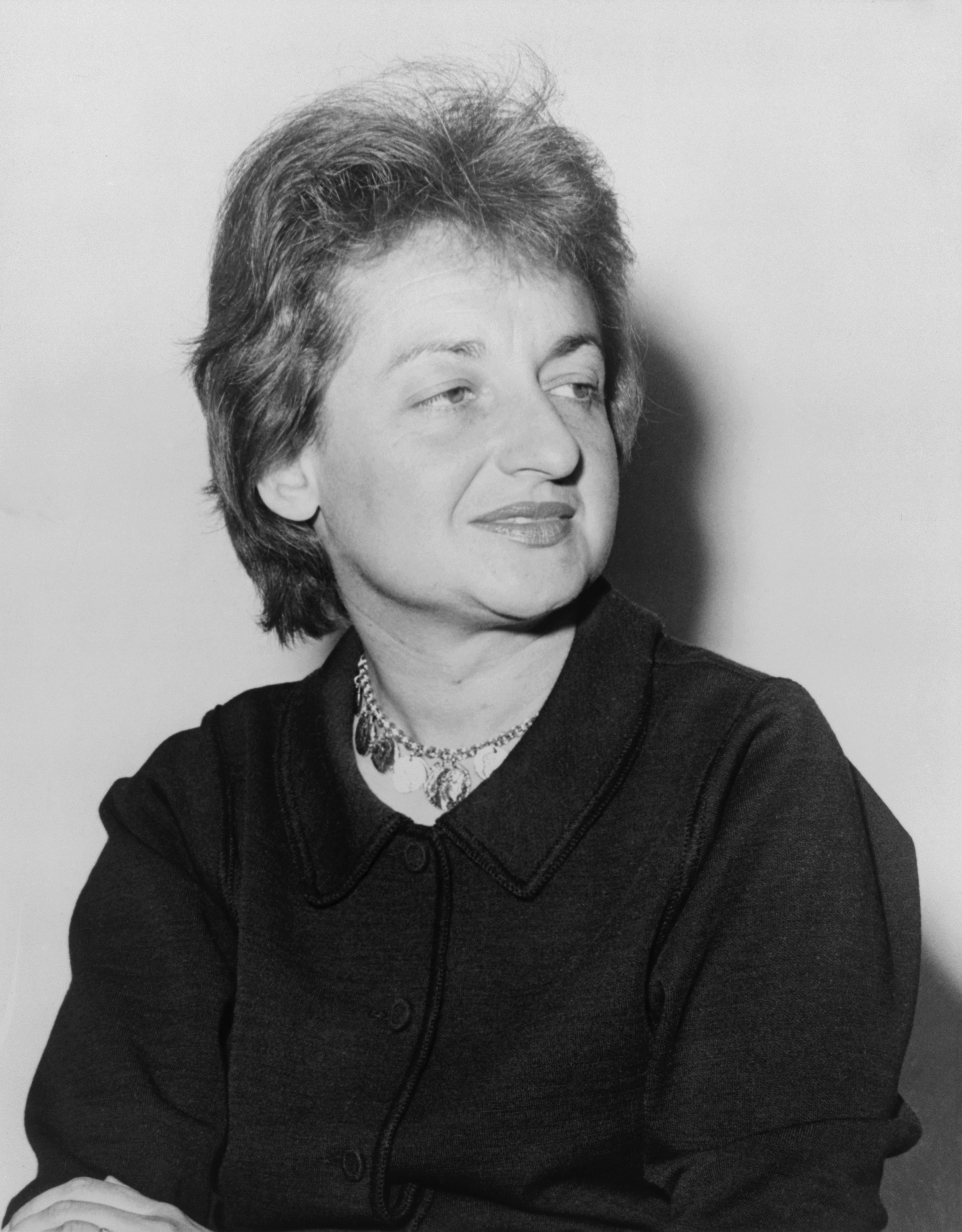
Betty Friedan

Embora existam escritores anteriores que seriam considerados feministas, como Sarah Grimké, Charlotte Perkins Gilman, Elizabeth Cady Stanton e Anne Hutchinson, o movimento feminista das décadas de 1960 e 1970, também conhecido como segunda onda do feminismo, é notável por seu impacto na  filosofia.
A mente popular foi tomada com A Mística Feminina, de Betty Friedan. Isso foi acompanhado por outras filósofas feministas, como Alicia Ostriker e Adrienne Rich. Essas filósofas criticaram suposições e valores básicos como objetividade e o que eles acreditam serem abordagens masculinas da ética, como teorias políticas baseadas em direitos. Elas sustentaram que não existe uma investigação de valor neutro e procuraram analisar as dimensões sociais das questões filosóficas.

## Filosofia contemporânea

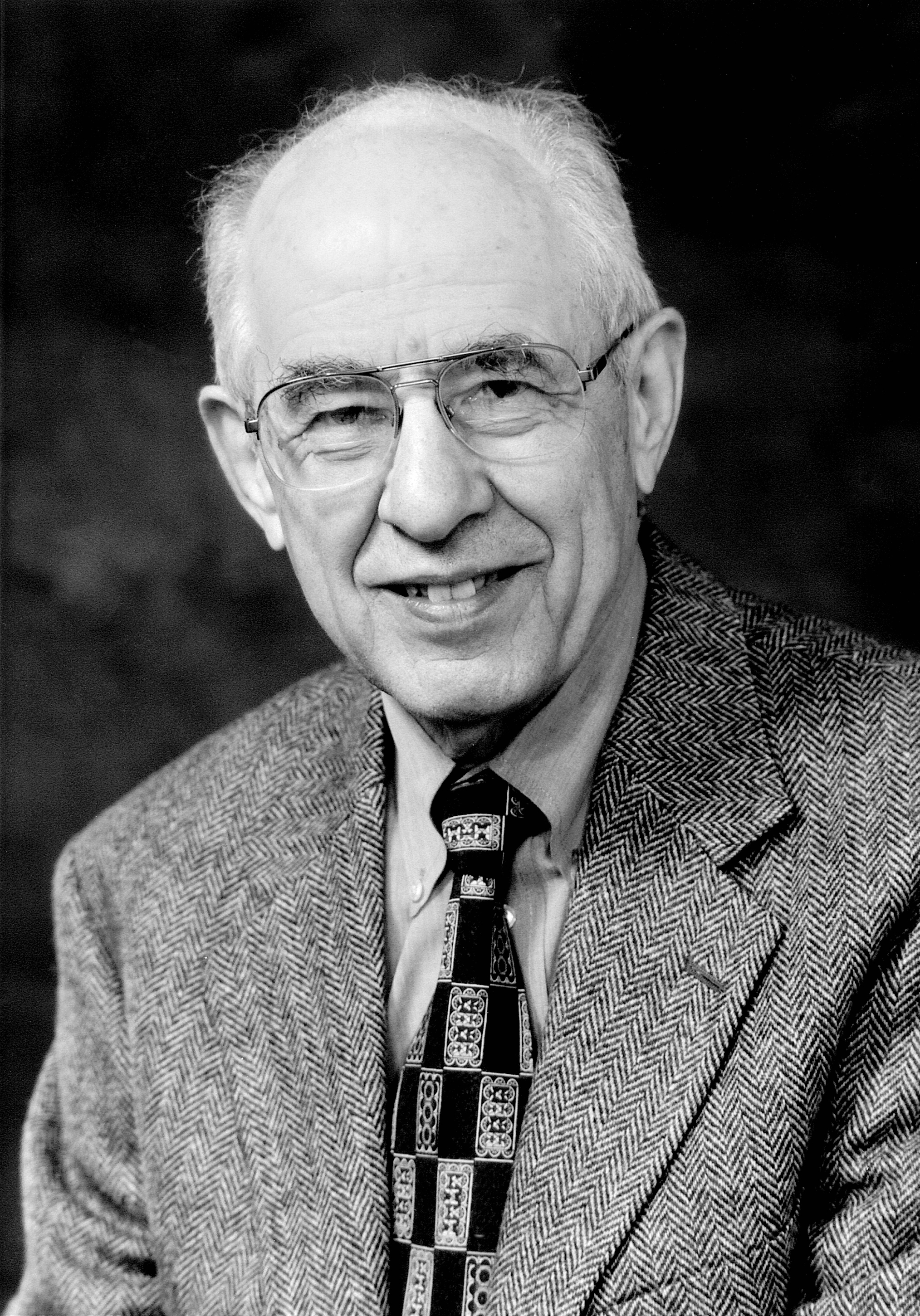
Hilary Putnam

No final do século XX, ressurgiu o interesse pelo pragmatismo. Os principais responsáveis por isso são Hilary Putnam e Richard Rorty. Rorty é famoso como autor de Philosophy and the Mirror of Nature e Philosophy and Social Hope. Hilary Putnam é bem conhecido por seu quase-empirismo na matemática, seu desafio do experimento mental cérebro numa cuba, e por sua outra obra em filosofia da mente, filosofia da linguagem e filosofia da ciência.
Os debates que ocorrem dentro da filosofia da mente ocuparam o centro do palco. Filósofos americanos como Hilary Putnam, Donald Davidson, Daniel Dennett, Douglas Hofstadter, John Searle, e também Patricia e Paul Churchland continuam a discussão de questões como a natureza da mente e o problema difícil da consciência, um problema filosófico indicado pelo filósofo australiano David Chalmers.
No início do século XXI, a cognição incorporada ganhou força como uma teoria da integração mente-corpo-mundo. Filósofos como Shaun Gallagher e Alva Noë, juntamente com filósofos britânicos como Andy Clark defendem essa visão, vendo-a como um desenvolvimento natural do pragmatismo e do pensamento de Kant, Heidegger e Merleau-Ponty, entre outros.
Os notáveis filósofos jurídicos americanos Ronald Dworkin e Richard Posner trabalham nos campos da filosofia política e da jurisprudência. Posner é famoso por sua análise econômica do direito, uma teoria que usa a microeconomia para entender as regras e instituições legais. Dworkin é famoso por sua teoria de lei como integridade e interpretivismo jurídico, especialmente conforme apresentado em seu livro Law's Empire.
O filósofo Cornel West é conhecido por sua análise da vida cultural americana com relação a questões de raça, gênero e classe, bem como por suas associações com pragmatismo e transcendentalismo.
Alvin Plantinga é um filósofo analítico cristão conhecido por sua defesa de livre-arbítrio com relação ao problema lógico do mal, o argumento evolucionista contra o naturalismo, a posição de que a crença na existência de Deus é propriamente básica e sua versão modal do argumento ontológico para a existência de Deus. Michael C. Rea desenvolveu o pensamento de Plantinga alegando que tanto o naturalismo quanto o sobrenaturalismo são programas de pesquisa que precisam ser adotados como base para a pesquisa.